# Jan Kazimierz Żaba
Jan Kazimierz Żaba herbu Kościesza (zm. 26 maja 1754 roku)  – wojewoda miński od 1721, regimentarz armii Wielkiego Księstwa Litewskiego.
Jako deputat podpisał pacta conventa Stanisława Leszczyńskiego w 1733 roku. Był elektorem Augusta III Sasa w 1733. W 1735 roku podpisał uchwałę Rady Generalnej konfederacji warszawskiej. 